# Павловский уезд (Нижегородская губерния)
Павловский уезд — административно-территориальная единица в составе Нижегородской губернии, существовавшая в 1918—1929 годах. Уездный город — Павлово.

## История
Уезд образован в 1918 году в результате перенесения центра уезда в город Павлово и переименования Горбатовского уезда в Павловский.
14 января 1929 года Нижегородская губерния и все её уезды были упразднены, большая часть Павловского уезда вошла в состав Павловского района Нижегородской области.

## Административное деление
В 1926 году в уезде было 8 волостей:
- Богородская,
- Ворсменская,
- Горбатовская,
- Павловская,
- Панинская,
- Салавирская,
- Сосновская,
- Хвощёвская.

## Население
По итогам всесоюзной переписи населения 1926 года население уезда составило 174 694 человека, из них городское — 43 207 человек.